# ヨハネス・スキュリツェス

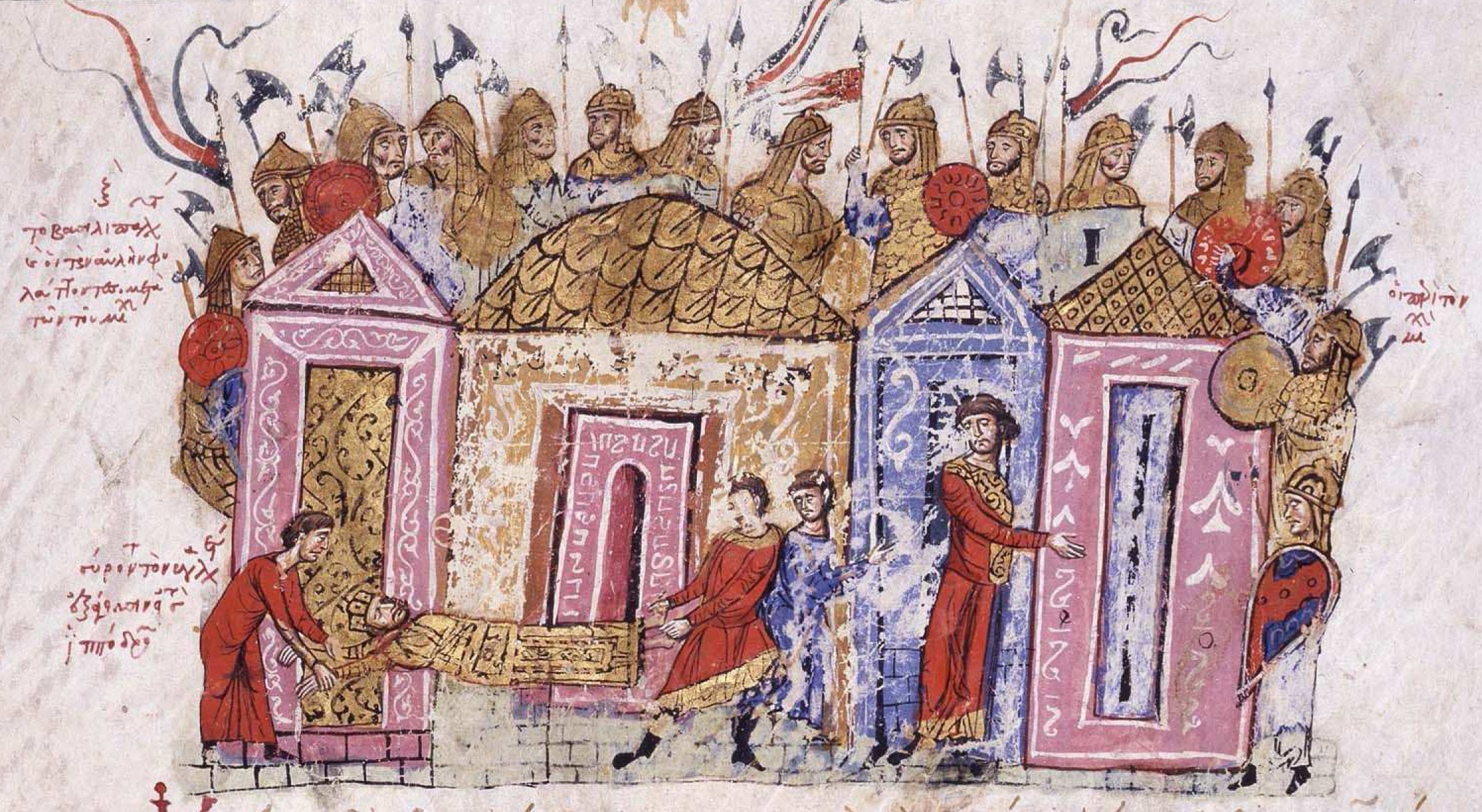
11世紀『スキュリツェス年代記（マドリード・スキュリツェス）』挿絵に描かれたヴァリャーグの衛兵

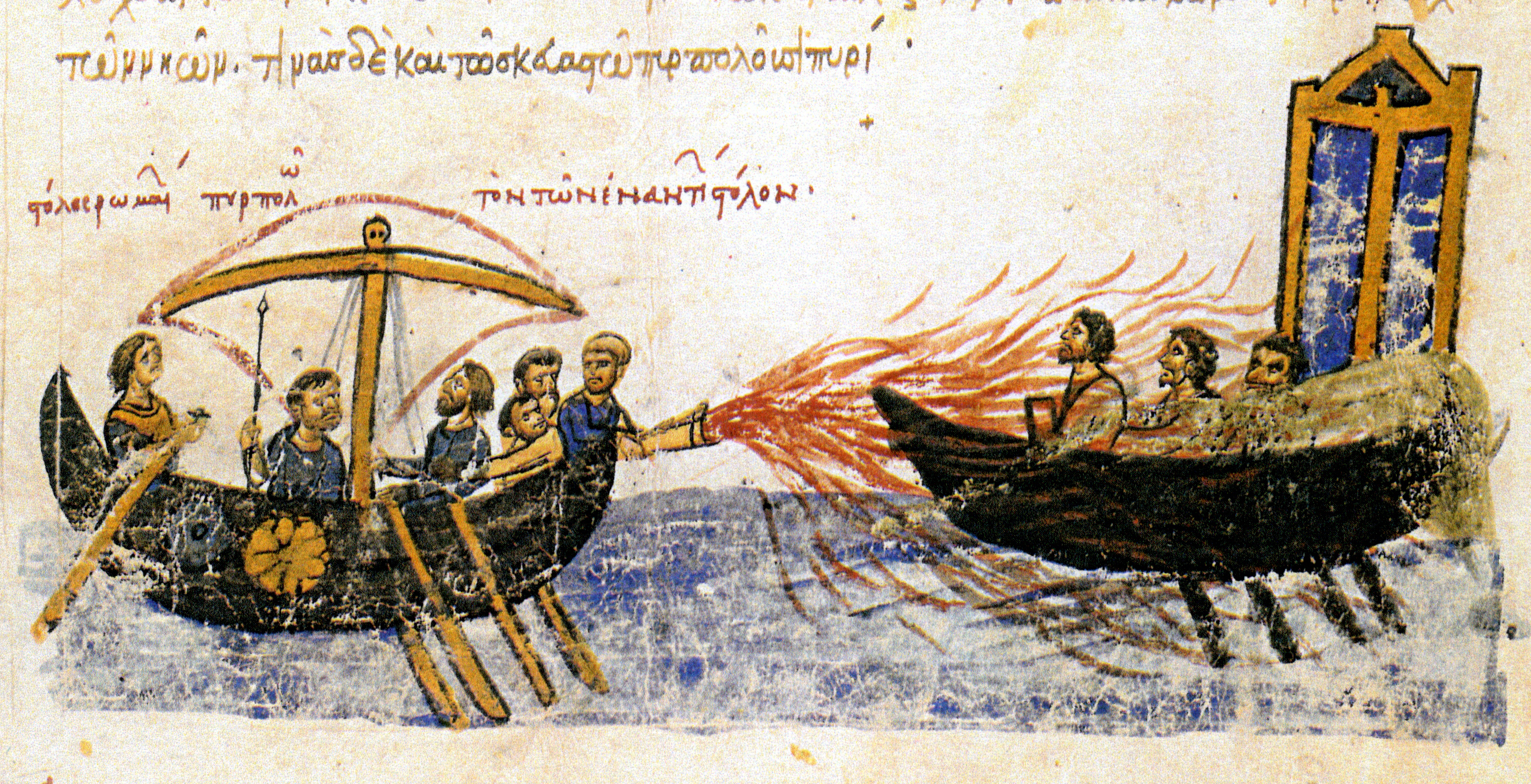
『スキュリツェス年代記』に描かれた「ギリシアの火」

ヨハネス・スキュリツェス (古代ギリシア語: Ἰωάννης Σκυλίτζης, ラテン語: Ioannes Scylitzes) は、11世紀後半東ローマ帝国の歴史家。1040年代初頭に生まれ、1101年以降に死去した。

## 生涯
スキュリツェスの一生については、ほとんど分かっていない。著作物には爵位「クロパラテス (curopalates) 」や官位「ドゥルンガリオス・テース・ビグラス (drungarios of the Vigla) 」と肩書のみ書かれ、ときにはヨハネス・トラケシオス (John Thrakesios) という別名が記されていることもある。
主著『歴史概観(Σύνοψις Ἱστοριῶν)』（スキュリツェス年代記）は、テオファネス (Theophanes the Confessor) の年代記を引き継いで、811年のニケフォロス1世の死からミカエル6世が退位する1057年までの東ローマ帝国の皇帝統治の歴史を記録した年代記である。また本書に続いて1057年から1079年までを扱った『スキュリツェス・コンティニュアトゥス (Scylitzes Continuatus)』と呼ばれる年代記があるが、これもスキュリツェスの著書であるとする歴史学者もいる。

## マドリード・スキュリツェス（スキュリツェス年代記）
『歴史概観』の写本の中でもっとも有名なものは、12世紀にシチリアで作成されたとされるもので、現在はマドリードのスペイン国立図書館 (Biblioteca Nacional de España) に所蔵されていることから『マドリード・スキュリツェス』と呼ばれている。ただし、この写本が作られた場所や携わった画家集団については研究者の間でも意見が分かれている。『マドリード・スキュリツェス』は574幅の細密画（うち100幅程が既に欠損している）が特徴で、外国使節を送迎する皇帝や、攻城戦などの戦闘場面、個人の肖像などが生き生きと写実的に描かれており、ビザンツの年代記では唯一の挿絵写本であることから、当時の風俗を視覚的に伝える年代記として非常に貴重な一次史料である。